# St. Bernward (Sommerschenburg)

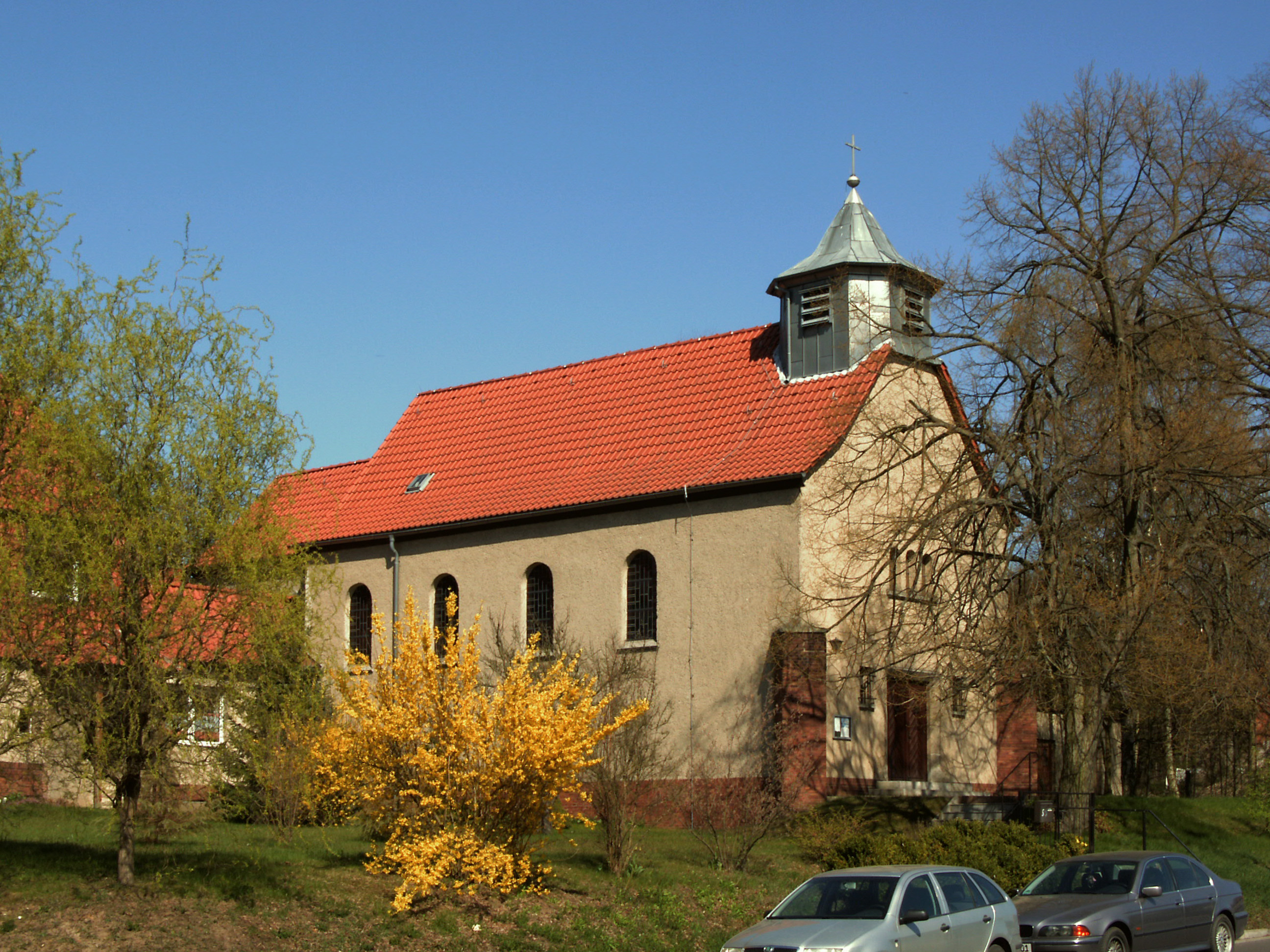
Außenansicht

Die Kirche Sankt Bernward ist die katholische Kirche in Sommerschenburg, einem Ortsteil der Gemeinde Sommersdorf im Landkreis Börde in Sachsen-Anhalt. Sie gehört zur Pfarrei St. Marien mit Sitz in Oschersleben im Dekanat Egeln des Bistums Magdeburg. Die nach dem heiligen Bernward von Hildesheim benannte Kirche befindet sich in der Karl-Liebknecht-Straße 5.

## Geschichte
Im 16. Jahrhundert wurde die Bevölkerung im Raum Sommerschenburg durch die Einführung der Reformation evangelisch-lutherisch.
Zu Beginn des 20. Jahrhunderts stieg durch die Industrialisierung die Zahl durch Katholiken wieder so stark an, dass am 28. Februar 1910 durch den an der Kirche Herz Jesu (Völpke) tätigen Vikar Augustinus Philipp Baumann in Sommerschenburg vom Stellmachermeister Struth ein in der Kapellenstraße gelegenes Grundstück mit einem Haus und einer Scheune erworben wurde. Die Scheune wurde zu einer Kapelle ausgebaut, die bereits nach dem heiligen Bernward benannt wurde. Am 1. Mai 1910 zelebrierte Vikar Kleffmann hier die erste Heilige Messe. Ebenfalls 1910 wurde der Seelsorgebezirk (Vikarie) Sommerschenburg eingerichtet. Sommerschenburg gehörte damals zur Pfarrei Hötensleben. 1913 erfolgte im zur Kirchengemeinde Sommerschenburg gehörenden Harbke der Bau der St.-Josef-Kirche. Von 1924 an besaß Sommerschenburg auch eine katholische Schule. Am 1. Dezember 1924 wurde das Dekanat Oschersleben errichtet, zu dem die Pfarrvikarie Sommerschenburg als Filialgemeinde der Pfarrei Hötensleben gehörte.
Am 23. September 1935 erfolgte der erste Spatenstich für die heutige St.-Bernward-Kirche, am 28. Oktober 1935 folgte die Grundsteinlegung, und 20. Mai 1936 wurde sie fertiggestellt. Am 21. Mai 1936, am Festtag Christi Himmelfahrt, fand ihre Konsekration durch Weihbischof Augustinus Baumann statt, der einst als Vikar die Gemeinde Sommerschenburg gegründet hatte. Am 4. Juni 1936 erfolgte die Einweihung einer neuen katholischen Schule. Zum 1. September 1947 wurde die zur Pfarrvikarie Sommerschenburg gehörende Kuratie Groß Bartensleben gegründet, in der 1956 eine Kapelle eingerichtet wurde. Im ebenfalls zur Pfarrvikarie Sommerschenburg gehörenden Belsdorf war bereits 1954 eine Kapelle eingerichtet worden.
Am 1. September 1996 wurde das Dekanat Oschersleben wieder aufgelöst, seitdem gehört die St.-Bernward-Kirche zum Dekanat Egeln. Am 13. Oktober 2007 wurde der Gemeindeverbund „Eilsleben – Großalsleben – Hadmersleben – Hamersleben – Hötensleben – Klein Oschersleben – Oschersleben – Sommerschenburg – Völpke“ errichtet, zu dem von da an auch die Kirche gehörte. Damals gehörten zur Kirchengemeinde Sommerschenburg rund 340 Katholiken. Am 28. November 2010 entstand aus dem Gemeindeverbund die heutige Pfarrei „St. Marien“. Die Volkszählung in der Europäischen Union 2011 zeigte, dass von den 1461 Einwohnern der politischen Gemeinde Sommersdorf 79 der römisch-katholischen Kirche angehörten, was etwa 5 % entspricht.

## Architektur und Ausstattung

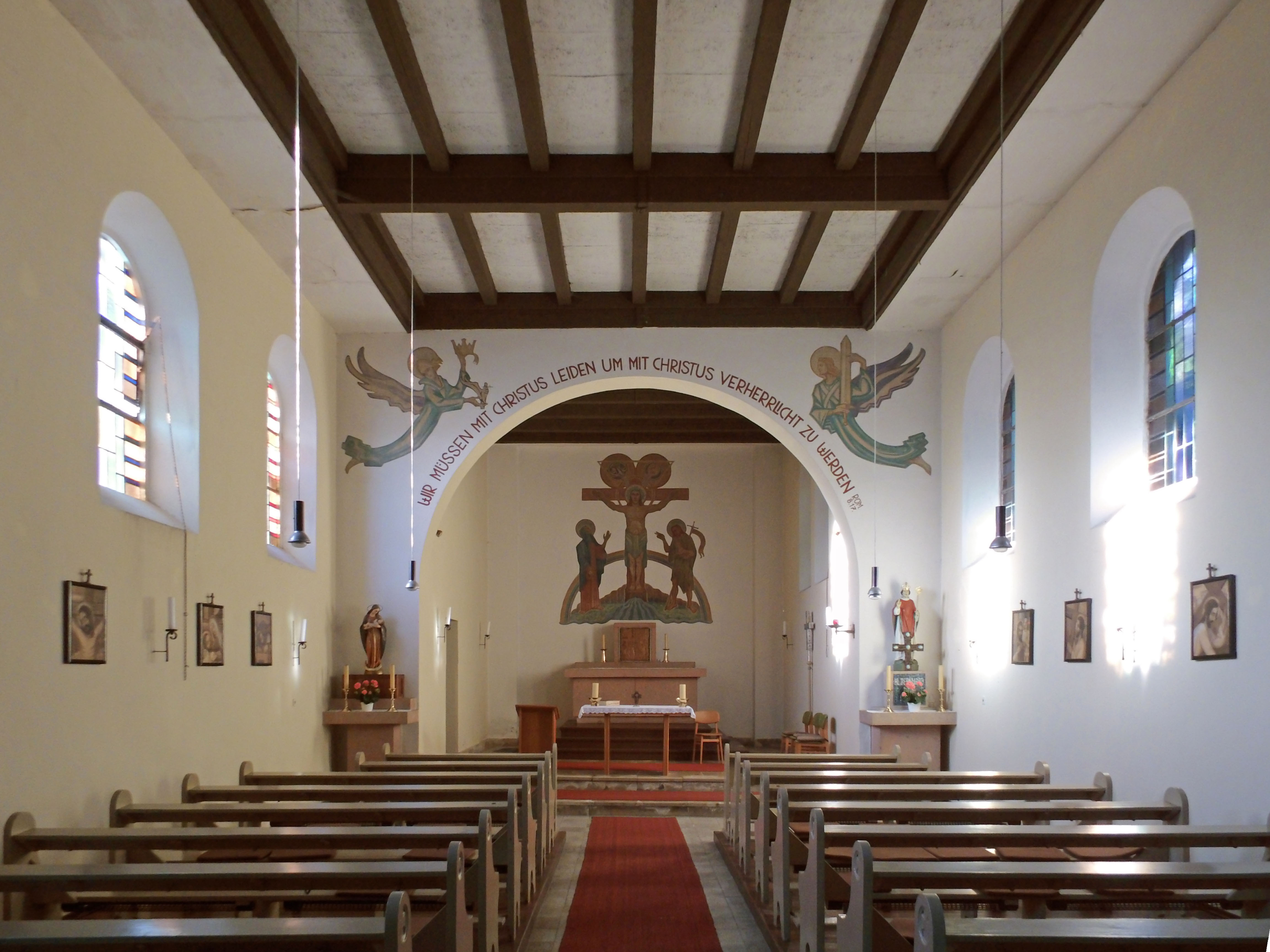
Blick zum Altarraum

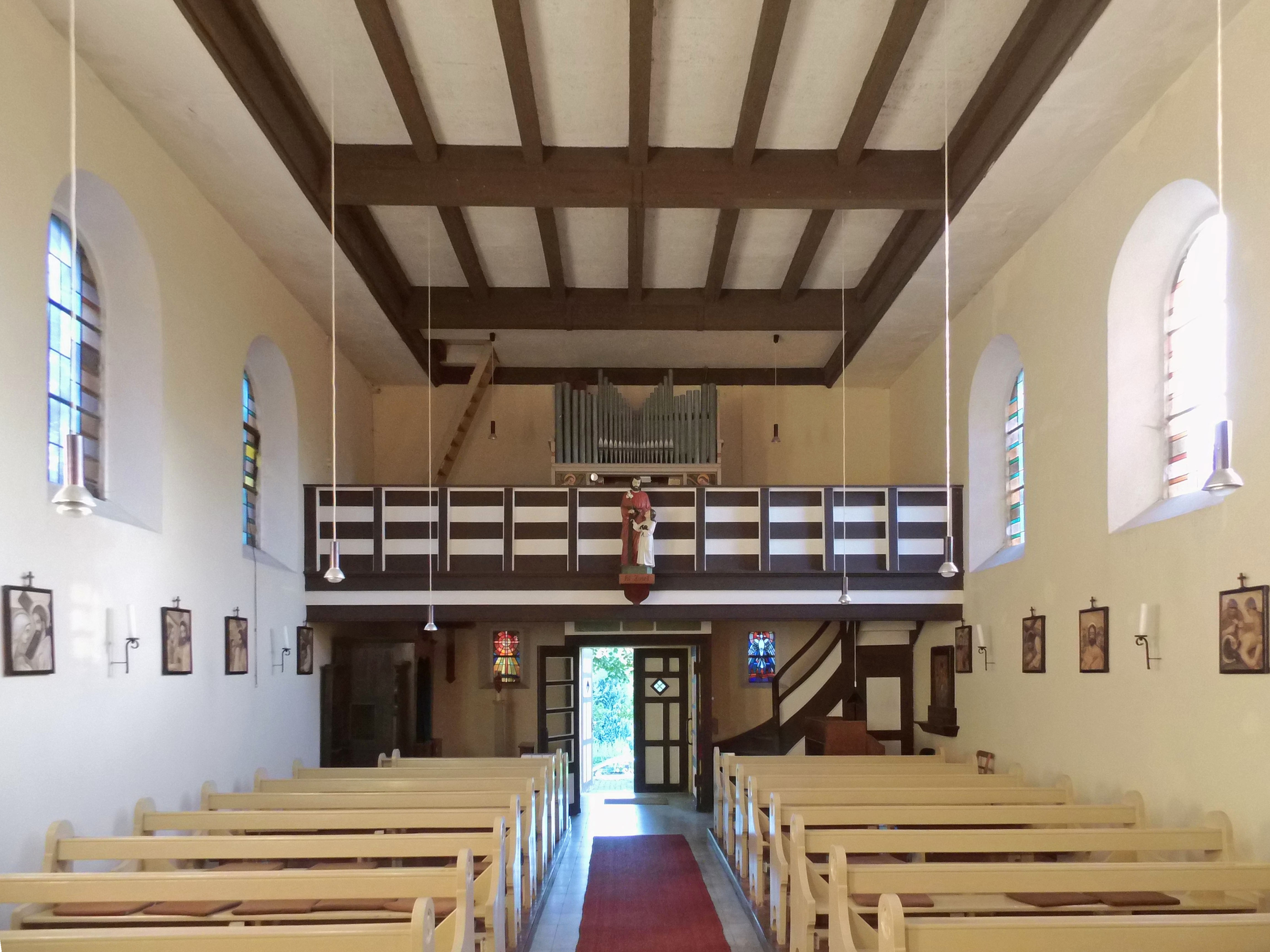
Blick zur Orgelempore

Die Kirche befindet sich in rund 196 Meter  Höhe ü. M. und wird von einem Dachreiter, in dem sich die Glocken befinden, gekrönt.
Das Kirchengestühl lässt einen Mittelgang frei und bietet über 90 Besuchern Platz. Der Altarraum wird von einer Kreuzigungsgruppe dominiert. Abweichend von den üblichen Darstellungen ist unter dem Kreuz Jesu neben Maria, der Mutter Jesu, auch Johannes der Täufer zu sehen. Er hält das Lamm Gottes und die Siegesfahne, Symbole für die Auferstehung Jesu Christi, in seiner linken Hand und zeigt, wie beim Isenheimer Altar, mit seiner rechten Hand auf den gekreuzigten Jesus. Oberhalb des Kreuzes ist die Dreifaltigkeit durch ein Dreieck dargestellt, in dem der Heilige Geist durch eine Taube und Gottvater durch eine Hand symbolisiert werden. Ein Relief auf dem Tabernakel stellt die Verkündigung des Herrn durch den Erzengel Gabriel an Maria dar.
Links vom Altarraum ist eine Mondsichelmadonna platziert. Auf der rechten Seite zeigt eine weitere Statue Bernward, den Schutzpatron der Kirche, mit einer Nachbildung des Großen Bernwardskreuzes davor. Zur Innenausstattung gehören ferner 14 Kreuzwegstationen. An der Orgelempore ist eine Statue des heiligen Josef von Nazaret angebracht, darunter die Aufschrift: Hl. Josef, schütze Hirt und Herde. Ein kleines Buntglasfenster am Aufgang zur Orgelempore stellt den Heiligen Geist in Form einer Taube, darunter Feuerzungen, dar. Eine an der Orgel angebrachte Tafel nennt als Stiftungsjahr 1944, im Jahre 1946 wurde sie ausstaffiert. Unter der Orgelempore befinden sich ein Beichtstuhl, ein Missionskreuz mit Eintragungen der Volksmissionen 1921 und 1932, sowie eine Kopie des Gnadenbildes Unserer Lieben Frau von der immerwährenden Hilfe.